# Agustí Arbós Torrent
Agustí Arbós Torrent (Olot, 1994) és un polític català, alcalde d'Olot des de març de 2025. Graduat en història per la Universitat de Barcelona, va continuar els estudis cursant un màster en Formació de Professorat d’ESO i Batxillerat, Formació Professional i Ensenyament d’Idiomes a la Universitat de Girona. Vinculat a l'associacionisme comarcal, va entrar en contacte amb la política esdevenint regidor de festes a l'Ajuntament d'Olot el 2019. El 2020 fou escollit coordinador de Junts per Catalunya a la Garrotxa. El 2023 fou escollit novament regidor, i el març de 2025, després de la renúncia de Josep Berga i Vayerda, fou investit Alcalde d'Olot. És el segon alcalde més jove d'Olot de la democràcia, després de Pere Macias, que fou investit alcalde amb 28 anys.